# Флэр, Рид
Ричард Рид Флиер (англ. Richard Reid Fliehr, 26 февраля 1988, Шарлотт, Северная Каролина — 29 марта 2013, Шарлотт, Северная Каролина) — американский рестлер, более известный под именем Рид Флэр.
Он был младшим сыном рестлера Рика Флэра, младшим сводным братом рестлера Дэвида Флэра и младшим братом рестлера Шарлотт Флэр. Он был наиболее известен по выступлениям вместе с отцом в World Championship Wrestling и по выступлениям в All Japan Pro Wrestling.

## Карьера в борьбе
Флиер посещал среднюю школу Провиденс в Шарлотте, Северная Каролина, и академию Блэр в Нью-Джерси, и был выдающимся борцом, получившим множество наград. Во время турнира Флиер напал на другого участника после того, как тот насмехался над Флиером, высмеивая его отца. В апреле 1998 года Флиер выиграл национальный турнир по борьбе AAU.

## Карьера в рестлинге

### World Championship Wrestling (1998, 2000)
Флиер провел два матча в ныне несуществующей организации World Championship Wrestling (WCW). В первом, 4 октября 1998 года, ему было десять лет, когда он победил Эрика Бишоффа, а 12 июня 2000 года он в команде со своим отцом Риком проиграл Дэвиду Флэру и Винсу Руссо в командном матче.

### Независимые компании (2008–2012)
29 марта 2008 года Флиер появился во время церемонии Зала славы WWE. На следующий вечер он впервые появился на WresteMania вместе со своей семьей, представляя Рика Флэра в Зале славы. Он также сидел у ринга во время WrestleMania XXIV. На следующий вечер он появился на Raw вместе со своей семьей, чтобы почтить карьеру отца. В течение 2008 года Флэр тренировался у Харли Рейса. 6 декабря 2008 года Флэр дебютировал под именем Рид Флэр, объединившись со своим старшим братом Дэвидом, чтобы победить «Мерзких парней» в Шарлотте, Северная Каролина, со специальным приглашенным рефери Халком Хоганом. Он выступал во многих независимых промоушенах, таких как Big Time Wrestling и Northeast Wrestling.
11 апреля 2009 года Флэр, его брат Дэвид и Брэд Андерсон победили Джеффа Льюиса, СW Андерсона и Суперзвезду в маске на шоу NWA Charlotte. Матч закончился спорным двойным удержанием, когда Флэр удержал Льюиса, а СW Андерсон удержал Брэда Андерсона. В конце матча Флэр получил пояс чемпиона наследия NWA Mid-Atlantic. Однако на следующем шоу NWA Charlotte 25 мая Льюис был объявлен чемпионом наследия NWA Mid-Atlantic без объяснения причин. 2 мая он и Дэвид встретились с Баффом Багвеллом и Рикки Нельсоном и проиграли. В июне 2010 года Рид вместе с Джорджем Саутом-младшим принял участие в турнире The Anderson Brothers Classic 4, где они победили Калеба Конли и Седрика Александра в полуфинале и Чарли Дримера и Джейка Мэннинга в финале. В августе он дебютировал в Lucha Libre USA.
В том же месяце следующего года он принял участие в турнире NWA Future Legends Tournament и в полуфинале проиграл Джону Скайлеру.

### All Japan Pro Wrestling (2013)
В конце 2012 года стало известно, что Флэр начал тренироваться в All Japan Pro Wrestling. Флэр дебютировал в All Japan 26 января 2013 года, когда он заменил своего больного отца в командном матче, где он и Кэйдзи Муто были побеждены Сэйэй Санадой и Тацуми Фудзинами, причем Санада победил его болевым. В феврале Флэр работал в туре All Japan's Excite Series, участвуя в матчах команд в первой части шоу. 15 марта Флэр провел свой первый одиночный матч в All Japan, победив Ясуфуми Наканоуэ с помощью захвата «Четвёрка». Флэр вернулся в США после турнира All Japan 17 марта, то есть за 12 дней до своей смерти.

## Личная жизнь
Флиер родился в Шарлотте, Северная Каролина, в семье рестлера Рика Флэра и Элизабет Флиер. Он был младшим из двух братьев и сестер; у него есть сводная сестра Меган, сводный брат Дэвид и сестра Эшли. Его любимой группой была Guns N' Roses.
23 июня 2007 года Флиер был арестован за нападение и побои, и был отпущен после внесения залога. 4 марта 2009 года Флиер был арестован за вождение в нетрезвом виде в округе Мекленбург, Северная Каролина, и был отпущен после внесения залога в 1000 долларов. 26 апреля 2009 года Флиер был снова арестован. После того как он разбил свою машину, полиция обнаружила в ней героин в виде черной смолы, и ему предъявили обвинения в тяжком преступлении. Его также обвинили в вождении в нетрезвом состоянии, вождении с отозванными правами и хранении наркотических средств, и он был освобожден после внесения залога в размере 15 000 долларов. В 2011 году он дважды передозировался.
Во время специального выпуска шоу «30 событий за 30 лет» про Рика Флэра Трипл Эйч рассказал, что Флиер хотел подписать тренировочный контракт с WWE, но провалил два теста на наркотики, причем второй тест был публичным и оказался хуже первого. Рик, отрицая проблемы своего сына, сказал Трипл Эйчу, что он думал, что сын употреблял пищевые добавки. Позже Рик признался, что он чувствовал, что он был лучшим другом Рида, а было бы лучше, если бы он выступал в роли его отца.

## Смерть
29 марта 2013 года Флиер был найден мертвым в постели в гостинице Residence Inn в районе SouthPark в Шарлотте, Северная Каролина. Ему было 25 лет. 14 июня 2013 года вскрытие показало, что причиной его смерти стала передозировка героина и следы двух транквилизаторов, отпускаемых по рецепту, клоназепама и алпразолама.

## Титулы и достижения
- Mid Atlantic Championship Wrestling
  - Командный чемпион NWA Mid-Atlantic (1 раз) — с Дэвидом Флэром
- National Wrestling Alliance
  - The Anderson Brothers Classic 4 Tournament – с Джорджем Саутом-младшим
- NWA Charlotte
  - Чемпион наследия NWA Mid-Atlantic (1 раз)[1]
- Xtreme World Wrestling
  - Чемпион Соединённых Штатов XWW United States в тяжёлом весе (2 раза)[23]